# Daybreak (álbum de The Ganjas)
Daybreak es el tercer álbum de estudio de la banda chilena The Ganjas. Fue editado en 2007 por el sello Algo Records. Es el único disco del grupo en que participa el guitarrista Rodrigo Astaburuaga –hermano del bajista Pape Astaburuaga y miembro de Camión–, quien luego de grabar dejaría la banda para radicarse en Francia. Daybreak también cuenta con la participación de los invitados Pablo Giadach (quien posteriormente se integraría oficialmente a la banda) en guitarra, pandero y voz, y Álvaro Gómez (uno de los fundadores de Algo Records, e integrante de Guiso y Perrosky) en congas.

## Lista de canciones
Todas las canciones compuestas por The Ganjas.
| N.º | Título             | Duración |  |
| 1.  | «Sonic Redemption» | 3:33     |  |
| 2.  | «Smokin' Louise»   | 4:14     |  |
| 3.  | «Riot Dub»         | 4:59     |  |
| 4.  | «Raise»            | 5:18     |  |
| 5.  | «Frío ni calor»    | 5:25     |  |
| 6.  | «New Groove»       | 5:48     |  |
| 7.  | «Out from Heaven»  | 6:28     |  |
| 8.  | «7th Day»          | 4:01     |  |
| 9.  | «Daybreak»         | 7:04     |  |
| 10. | «Exile»            | 4:25     |  |
| 11. | «Somethin' Down»   | 6:14     |  |
| 12. | «Chillan»          | 8:37     |  |
| 13. | «Shutdown»         | 2:08     |  |

## Créditos
| - Sam Maquieira – guitarra, voz - Pape Astaburuaga – bajo, voz - Pablo Giadach – guitarra, pandero, voz - Rodrigo Astaburuaga – guitarra - Aldo Benincasa – batería, maracas - Álvaro Gómez – congas | - Grabado en Estudio Orange por Pablo Giadach, asistido por Gigio. - Mezclado por Pablo Giadach y Sam Maquieira. - Masterizado por Eduardo Bergallo en Puro Mastering. - Foto de portada por Rodrigo Astaburuaga. - Dibujo de portada por Macarena Moreno. - Diseño por Andrés Soffia. |